# Orange de Syracuse
L'Orange de Syracuse (en anglais : Syracuse Orange) est un club omnisports universitaire de l'université de Syracuse à Syracuse dans l'État de New York. Les équipes de l'Orange participent aux compétitions universitaires organisées par la National Collegiate Athletic Association. L'université de Syracuse fait partie de l'Atlantic Coast Conference.
L'équipe de baseball est créée en 1872, puis l'aviron fait son apparition en 1873. Le football américain est pratiqué à Syracuse depuis 1884 et le basket-ball depuis 1899. 
Les équipes de football américain et de basket-ball se partagent le Carrier Dome, stade couvert de 51 000 places en configuration football américain et de 33 000 places en configuration basket-ball. Ce stade fut inauguré le 20 septembre 1980. Avant cette date, l'équipe de football américain jouaient au Archbold Stadium, stade de 40 000 places inauguré le 25 septembre 1907 et fermé le 11 novembre 1978. En 71 ans à Archbold Stadium, Orange a signé 265 victoires, 112 défaites et 50 matchs nuls. Avant 1980, les basketteurs évoluaient au Manley Field House, salle de 9500 places inaugurée en 1962. L'Orange Syracuse gagne son seul titre au football américain grâce au célèbre joueur Ernie Davis en 1959. De même, l'Orange Syracuse remporte son seul titre au basket-ball en 2003 grâce à Carmelo Anthony. 

## Palmarès national
- Aviron masculin : 1908, 1913, 1916, 1920, 1959, 1978
- Basket-ball masculin : 1918, 1926, 2003
- Crosse masculine : 1924, 1925, 1926, 1983, 1988, 1989, 1990, 1993, 1995, 2000, 2002, 2004
- Cross country masculin : 1949, 1951, 2015
- Football américain : 1959
- Hockey sur gazon féminin : 2015